# 長田駅 (山陽電気鉄道)
長田駅（ながたえき）は、かつて兵庫県神戸市長田区に存在した山陽電気鉄道本線の駅（廃駅）である。

## 概要
山陽電気鉄道の前身である兵庫電気軌道が兵庫 - 須磨間で営業を開始した際、開設された駅の一つである。兵庫電気軌道は軌道法準拠の路面電車扱いで敷設された私鉄であり、兵庫と須磨周辺に併用軌道を有していた。この長田駅は、ちょうどその兵庫周辺における併用軌道が専用軌道に変わる地点に設けられていたものである。
廃止時は島式ホーム1面2線の駅で、上下線に挟まれるように木造駅舎が存在し、出入口は併用軌道に面していた。
1922年（大正11年）には神戸市電尻池線が兵庫電気軌道の路線を横切るように開業し、当駅の兵庫寄りで平面交差（ダイヤモンドクロッシング）を行うようになった。戦後の1948年（昭和23年）には山陽電気鉄道が従来の直流600V電化を1500Vに改めたことから、600Vのまま存置された神戸市電の交点にはデッドセクション（死電区間）が設けられることになり、交差する電車は両者ともコントローラーのノッチをオフとし、惰性で通過するようになった。しかし、しばしばトラブルで特に市電の電車が立ち往生することがあり、その際には乗客が後押ししたという逸話も残っている。
1968年（昭和43年）の神戸高速鉄道東西線（阪神神戸高速線）開通に伴い、電鉄兵庫 - 西代間が廃止されたことで廃駅となった。神戸高速線（東西線）には同駅の代替も兼ね、この駅から100 m東側に高速長田駅が設けられている。
長田区内には「長田」を名乗る駅は4つ（山陽電気鉄道・神戸電鉄・神戸高速鉄道・神戸市営地下鉄）存在したことがあるが、山陽電気鉄道の長田駅は4つの「長田駅」の中で最初に開業した。

## 歴史
- 1910年（明治43年）3月15日：兵庫電気軌道の駅として開業[1]。
- 1922年（大正11年）8月3日：市電との交差部近くに駅を移転[1]。
- 1927年（昭和2年）1月1日：会社合併により宇治川電気の駅となる。
- 1933年（昭和8年）6月6日：宇治川電気の鉄軌道事業譲渡により山陽電気鉄道の駅となる。
- 1944年（昭和19年）12月31日：再移転。島式ホームとなる[1]。
- 1968年（昭和43年）4月7日：神戸高速鉄道開通により、高速長田駅を代替駅として廃止[1]。

## 接続路線
- 神戸市電（長田電停）

## 隣の駅
廃止時点
山陽電気鉄道
本線
電鉄兵庫駅 - 長田駅 - 西代駅
なお1943年（昭和18年）までは、電鉄兵庫駅との間に大開通駅も存在した。